# Wolnoje (Adygeja)
Wolnoje (russisch Вольное, adygeisch Шъхьафит) ist ein Dorf (selo) in Südrussland. Es gehört zur Republik Adygeja und hat 3600 Einwohner (Stand 2019). Im Ort gibt es 37 Straßen.

## Geographie
Das Dorf liegt am linken Ufer der Laba, gegenüber von Labinsk, 38 km südlich des Dorfes Koschechabl. Labinsk ist der nächstgelegene ländliche Ort.